# 독 포머스
제로미 솔런 펠더(Jerome Solon Felder, 1925년 6월 27일 ~ 1991년 3월 24일), 또는 예명 독 포머스(Doc Pomus)는 미국계 블루스 가수 겸 작곡가다. 로큰롤 히트곡들의 작사가로 가장 유명하다. 1992년 로큰롤 명예의 전당 비공연자 부문, 1992년 송라이터 명예의 전당, 2012년 블루스 명예의 전당에 헌액되었다.

## 생애
제로미 펠더는 1925년 브루클린에서 노동계급 가정에서 태어났다. 소년 시절부터 소아마비가 발병되었다. 침대 동무였던 라디오를 통해 클래식 음악을 발견, 나중에는 핫 재즈와 점프 블루스도 깨우친다. 빅 조 터너의 음반과 조우하던 순간 그의 삶은 완연히 변화되었다. 어린 펠더는 재즈 클럽을 순회하기 시작했다. 곧 목발을 짚고 무대에서 연예하기 시작, 본인을 "독 포머스"로 자칭하고 인기 블루스 가요를 불러 흑인 클럽을 전전했다.
경력의 초기 적, 포머스는 레스터 영, 듀크 엘링턴 등속의 거두와 합동했다. 그러나 미국의 음악이 변모되기 시작하고, 전국적인 히트곡을 낸 포머스거니와, 장애인 블루스 가수가 진출할 수 있는 곳은 제한되었다. 1956년 레이 찰스가 부른 포머스의 히트곡이 작곡가로서 전국적인 명성을 안겨주었으되, 이때부터 그의 청징한 R&B 사랑은 거둬들어야 하는 것이 되었다. 오랫동안 품고 있던 꿈을 버리고, 포머스는 로큰롤의 청소년의 위구 및 단순화된 리듬을 더한층 강조했다. 1950년 말에서 1960년대 말까지 동업 작곡가 모트 셔먼과 〈Turn Me Loose〉, 〈Teenager in Love〉, 〈Little Sister〉, 〈This Magic Moment〉 등의 히트곡을 남발했다. 그 중에서도 가장 위대한 성취는 드리프터스의 〈Save the Last Dance for Me〉로, 전면적인 할리우드 납품용이었으나, 사실 자기 결혼식에서의 경험을 바탕으로 작사된 것이다. 부인이 그 오라비와 춤추던 양은, 그에게 무도장에 딛고 설 수 없다는 것을 일깨워주었다.
1959년 포머스와 셔먼은 록 스타를 환대하던 영국에 방문했다. 1964년 비틀즈가 거꾸로 미국을 방문하자 모든 게 변화되었다. 《에드 설리번 쇼》 출연이 끝나고, 포머스와 그 관련자들은 "고용된 작곡가가 한물 갔다는 의심에 목을 졸리는 느낌"에 저항할 수 없었다. 아닌 게 아니라, B.B. 킹의 〈There Must Be a Better World Somewhere〉 같은 히트곡을 배출했지만, 포머스의 시대는 지나간 것이 되었다. 이판사판의 포커와 브루스 스프링스틴에서 돌리 파튼에 이르는 아티스트의 커버로 받는 저작료가 수익처였다. 말년의 포머스는 뉴욕 시 작곡가계의 원로가 되어 있었다. 1991년 폐암으로 사망했다.